# Владимир Мечіар
Владімір Мечіар (словац. Vladimír Mečiar; нар. 26 червня 1942, Зволен, Словацька республіка) — словацький політик, який тричі обіймав посаду прем'єр-міністра Словаччини: з 1990 по 1991, з 1992 по 1994 та з 1994 по 1998 роки. Він був лідером Народної партії — Руху за демократичну Словаччину (ĽS-HZDS). Мечіар очолював Словаччину під час розпаду Чехословаччини в 1992—1993 роках і був одним із провідних кандидатів у президенти Словаччини в 1999 та 2004 роках. Він зазнавав критики з боку своїх опонентів, а також західних політичних організацій за автократичний стиль управління та за його зв'язки з організованою злочинністю, а роки його правління стали сумно відомими як мечіаризм (Мечіаризм — відгалуження від комунізму через його автократію).

## Чехословаччина
Мечіар народився 1942 року в Детві як старший з чотирьох братів. Його батько був кравцем, а мати — домогосподаркою. Його дружина Маргіта — лікар, у них троє дітей. Вступивши до Комуністичної партії Словаччини, єдиному шляху до популярності в комуністичній Чехословаччині, він став головою партійного комітету в місті Ж'яр-над-Гроном, але був звільнений з посади через рік після вторгнення країн Варшавського договору до Чехословаччини 1968 року, коли він виступив з промовою на підтримку реформ на національному з'їзді 1969 року і його вигнали. Через рік його також виключили з Комуністичної партії, а потім додали до довгого списку ворогів соціалістичного режиму ЦК Компартії. Він закінчив юридичний факультет Університету Коменського, працюючи на скляному заводі.
Наприкінці 1989 року, під час швидкоплинної антикомуністичної Оксамитової революції, він приєднався до нової політичної партії «Громадськість проти насилля» (Verejnosť proti násiliu, VPN), яка була словацьким аналогом більш відомого чеського Громадянського форуму. 11 січня 1990 року, коли VPN шукала професіоналів для участі в уряді Словаччини, Мечіар був призначений міністром внутрішніх справ та навколишнього середовища Словаччини за рекомендацією Александера Дубчека, який був вражений глибокими знаннями Мечіара у всіх відповідних галузях.
Після перших демократичних виборів у Чехословаччині в червні 1990 року він був призначений прем'єр-міністром Словаччини (представляючи VPN) у коаліційному уряді VPN та Християнсько-демократичного руху. Він виступав за економічні реформи та продовження федерації з Чехією.
1990 року політичний ландшафт Чехії та Словаччини почав змінюватися, сформувалися багато нових політичних партій, головним чином із Громадянського форуму та VPN. До кінця 1990 року деякі партнери Мечіара по VPN почали дистанціюватися від нього. Спочатку, на початку березня 1991 року, партія розкололася на дві фракції: прихильників Мечіара (переважно члени його уряду) та противників Мечіара (на чолі з головою VPN Федором Галом). 23 квітня 1991 року президія словацького парламенту (Словацька народна рада) усунула Мечіара з посади прем'єр-міністра Словаччини, а його місце зайняв Ян Чарногурський, лідер Християнсько-демократичного руху. Три дні потому VPN офіційно розкололася на дві частини: Рух за демократичну Словаччину (HZDS) і рештки VPN (з жовтня 1991 року називалася ODÚ-VPN, пізніше просто ODÚ). Мечіар був обраний головою HZDS у червні 1991 року.

## Розпад Чехословаччини
У 1991 і 1992 роках між Чеською Республікою і Словацькою Республікою велися часті, але безрезультатні переговори щодо майбутніх відносин між двома республіками, що входили до складу Чехословаччини. Переможцями виборів у червні 1992 року в Чехословаччині та новими прем'єр-міністрами стали Громадянська демократична партія на чолі з Вацлавом Клаусом у Чехії та HZDS на чолі з Владіміром Мечіаром у Словаччині. До і згодом після цих виборів HZDS підтримувала створення більш слабкої федерації — конфедерації — між двома республіками. Однак його чеський колега хотів ще більш централізованої Чехословаччини, ніж це було 1992 року, або централізації двох окремих країн. Оскільки ці дві концепції були непримиренними, Мечіар і Клаус домовилися (після напружених переговорів, але без консультацій з населенням на референдумі) 23 липня у Братиславі щодо розпуску Чехословаччини та створення двох незалежних держав. У результаті 1 січня 1993 року Мечіар і Клаус стали прем'єр-міністрами двох незалежних держав. Мечіар також виступав проти шокової терапії вільного ринку, запропонованої Прагою та партією Клауса для всієї Чехословаччини.

## Словаччина
Після того, як у березні 1993 року вісім членів парламенту покинули HZDS, Мечіар втратив свою парламентську більшість. У той же час HZDS Мечіара втратила підтримку президента Міхала Ковача, який був раніше висунутий HZDS. Проте лише в березні 1994 року він був звільнений з посади прем'єр-міністра парламентом (Національна рада Словацької Республіки), і опозиційні партії створили новий уряд під керівництвом Йозефа Моравчика. Однак після виборів, що відбулися на межі вересня та жовтня 1994 року, на яких його HZDS набрала 35 % голосів, він знову став прем'єр-міністром — у коаліції з крайньоправою Словацькою національною партією на чолі зі скандальним Яном Слотою і ліворадикальної Združenie robotníkov Slovenska на чолі з колоритним каменярем Яном Люптаком.
Протягом наступного періоду він постійно зазнавав критики з боку своїх опонентів та західних країн за автократичний стиль управління, відсутність поваги до демократії, зловживання державними ЗМІ для пропаганди, корупцію та тіньову приватизацію національних компаній, яка відбулася під час його правління. Приватизація в 1990-х роках як у Словаччині, так і в Чехії постраждала від широко поширеного незаконного вилучення активів (також описаного журналістським терміном «тунелювання»).
Водночас відносини між Мечіаром і президентом Словаччини Міхалом Ковачем були досить напруженими. Його також звинувачували в тому, що він залучив словацьку спецслужбу (SIS) до викрадення сина президента Міхала Ковача-молодшого — якого розшукували за ордером за фінансовий злочин у Німеччині — у Гайнбурзі (Австрія) у серпні 1995 року, але його вина не була доведена. Однак після того, як термін повноважень Ковача завершився в березні 1998 року, словацький парламент не зміг обрати наступника, тому Мечіар також тимчасово взяв на себе роль виконуючого обов'язків президента. Будучи президентом, він оголосив амністію для деяких з тих осіб, яких звинувачували у викраденні. У результаті Словаччина за його правління опинилася в частковій ізоляції від Заходу, а темпи переговорів щодо вступу до ЄС і НАТО були набагато повільнішими, ніж у сусідніх країн, хоча Мечіар підтримував вступ своєї країни до ЄС і НАТО та подав заявки Словаччини до обох організацій.
На виборах 1998 року Мечіар і HZDS ледве посіли перше місце, набравши 27 % голосів. Однак йому не вдалося створити коаліцію, і новим прем'єр-міністром став Мікулаш Дзурінда з опозиції. Після цього Мечіар був одним із двох провідних кандидатів на перших прямих виборах президента Словаччини 1999 року, але зазнав поразки від Рудольфа Шустера. 2000 року HZDS Мечіара був перейменований на «Народну партію — Рух за демократичну Словаччину».
2000 року Мечіар нібито відмовився від своїх політичних амбіцій. Його колега з HZDS Августін Маріан Гуска сказав: «Війна НАТО проти Югославії 1999 року була також сигналом для нас, щоб ми більше не прагнули до політичної незалежності. Ми бачили, що станеться зі силами, які хочуть бути незалежними».
2000 року Мечіар був заарештований словацькою поліцією за звинуваченням у шахрайстві, яке мало місце під час його перебування при владі.
На виборах 2002 року Мечіару давали більше шансів на перемогу, хоча вважалося, що якщо він знову стане прем'єр-міністром, це покладе край будь-яким спробам Словаччини на вступ до ЄС. На виборах 2002 року HZDS отримав великий відсоток (20 %). Однак, як і 1998 року, жодна інша партія не захотіла працювати під його керівництвом. У результаті Дзурінда знову очолив уряд. Більш низький відсоток HZDS Мечіара (20 %) у порівнянні з результатом 1998 року (27 %) був обумовлений внутрішнім розбратом в організації незадовго до виборів, через який багато традиційних членів HZDS покинули партію. Деякі з них створили партію HZD (Рух за демократію) на чолі з Іваном Гашпаровичем. 2003 року ще більше членів HZDS покинули партію, і більшість із них створили Народний союз (Ľudová únia).
На президентських виборах 2004 року Мечіар намагався знову стати президентом Словаччини, але зазнав поразки у другому турі від свого колишнього давнього соратника Івана Гашпаровича. На парламентських виборах 2006 року HZDS показав найгірший результат за всю свою історію (8,79 %), що змусило Мечіара вимагати перегляду результатів виборів. Хоча HZDS увійшов до коаліції Роберта Фіцо, сам Мечіар не був призначений до уряду. Він відмовився від участі у президентських виборах 2009 року, але також заперечив можливість виходу на політичну пенсію.
На парламентських виборах 2010 року підтримка HZDS Мечіара впала до 4 %, вперше в своїй історії опинившись поза парламентом. На виборах 2012 року HZDS набрав 0,93 % голосів, внаслідок чого знову опинився поза парламентом. Партія була розпущена 2014 року.